# Stauroneis
Stauroneis ist eine Gattung der Kieselalgen (Bacillariophyta) mit etwa 30 Arten, die im Süß- und im Meerwasser vorkommen.

## Merkmale
Die Vertreter sind einzellige, schiffchenförmige Kieselalgen. Die Zellen haben die für Kieselalgen typische Schale aus zwei Theken. Die Schale ist in Seitenansicht rechteckig, in Schalenansicht ist sie schiffchenförmig. Häufig sind die Enden knopfartig erweitert. Jede Zelle enthält zwei langgestreckte Plastiden mit Pyrenoiden. Sie sind durch Fucoxanthin goldbraun gefärbt und liegen den Gürtelbändern an. Die Schale ist im Bereich seitlich der beiden Raphen fein strukturiert, zwischen den beiden Raphen befindet sich ein unstrukturierter Bereich, der die ganze Zellbreite einnimmt. Die Zellen sind 9 bis 360 Mikrometer lang.
Die ungeschlechtliche Fortpflanzung erfolgt durch die typische Zweiteilung der Kieselalgen. Geschlechtliche Fortpflanzung erfolgt durch Isogamie, wobei pro Zelle ein Gamet gebildet werden. Im Anschluss erfolgt während der Auxosporenbildung die Zellvergrößerung.

## Vorkommen
Stauroneis lebt auf verschiedenen Substraten in fließenden und stehenden Gewässern, auch in Brackwasser. 

## Belege
- Karl-Heinz Linne von Berg, Michael Melkonian u. a.: Der Kosmos-Algenführer. Die wichtigsten Süßwasseralgen im Mikroskop. Kosmos, Stuttgart 2004, ISBN 3-440-09719-6, S. 230.